# Arius africanus
Arius africanus és una espècie de peix de la família dels àrids i de l'ordre dels siluriformes.

## Morfologia
Els mascles poden assolir els 45 cm de llargària total.

## Distribució geogràfica
Es troba al riu Pangani (Tanzània) i estuaris de Madagascar.